# Mahnmal für die Opfer des Nationalsozialismus (Stuttgart)

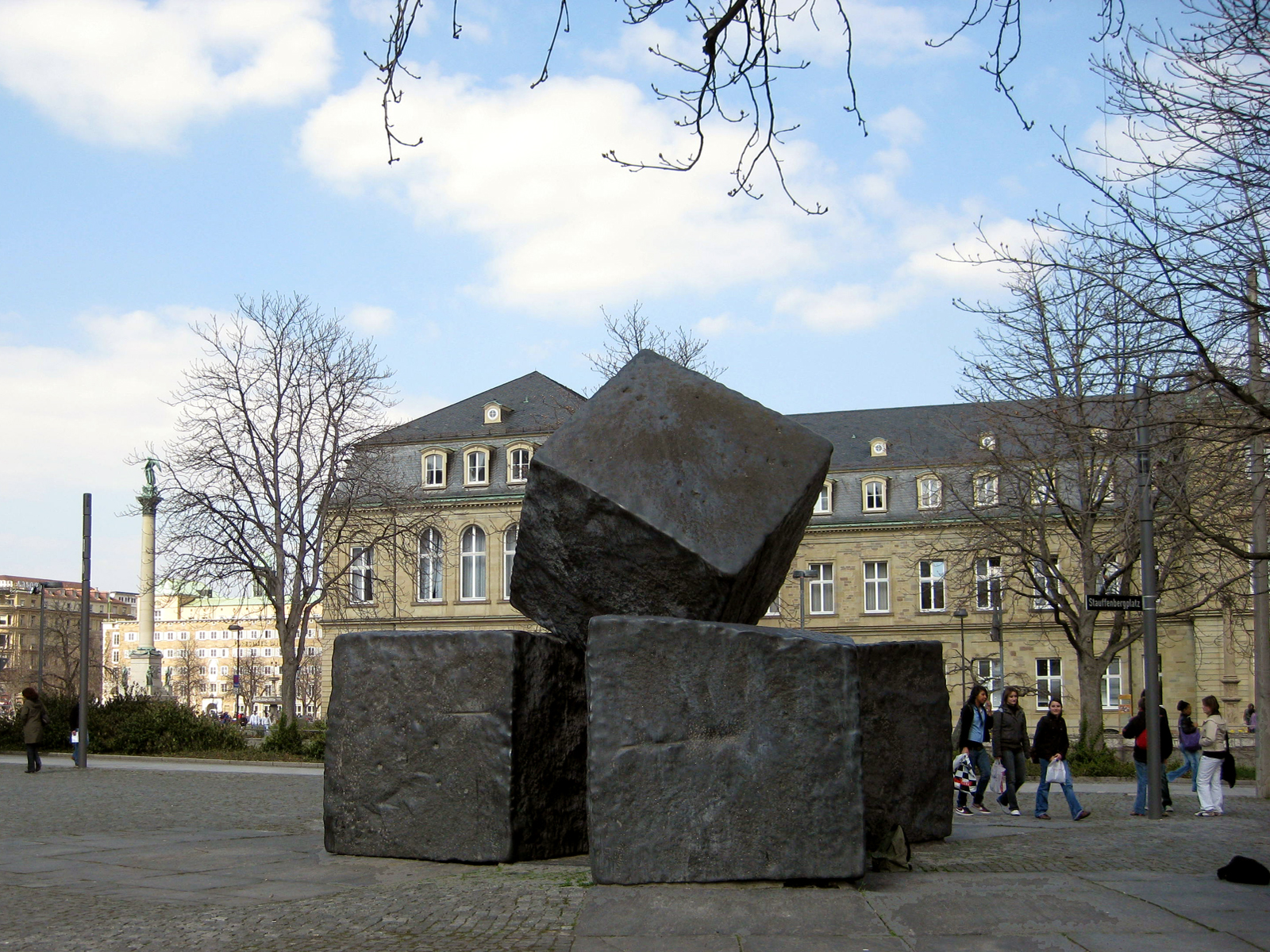
Das Mahnmal für die Opfer des Nationalsozialismus, im Hintergrund das Neue Schloss

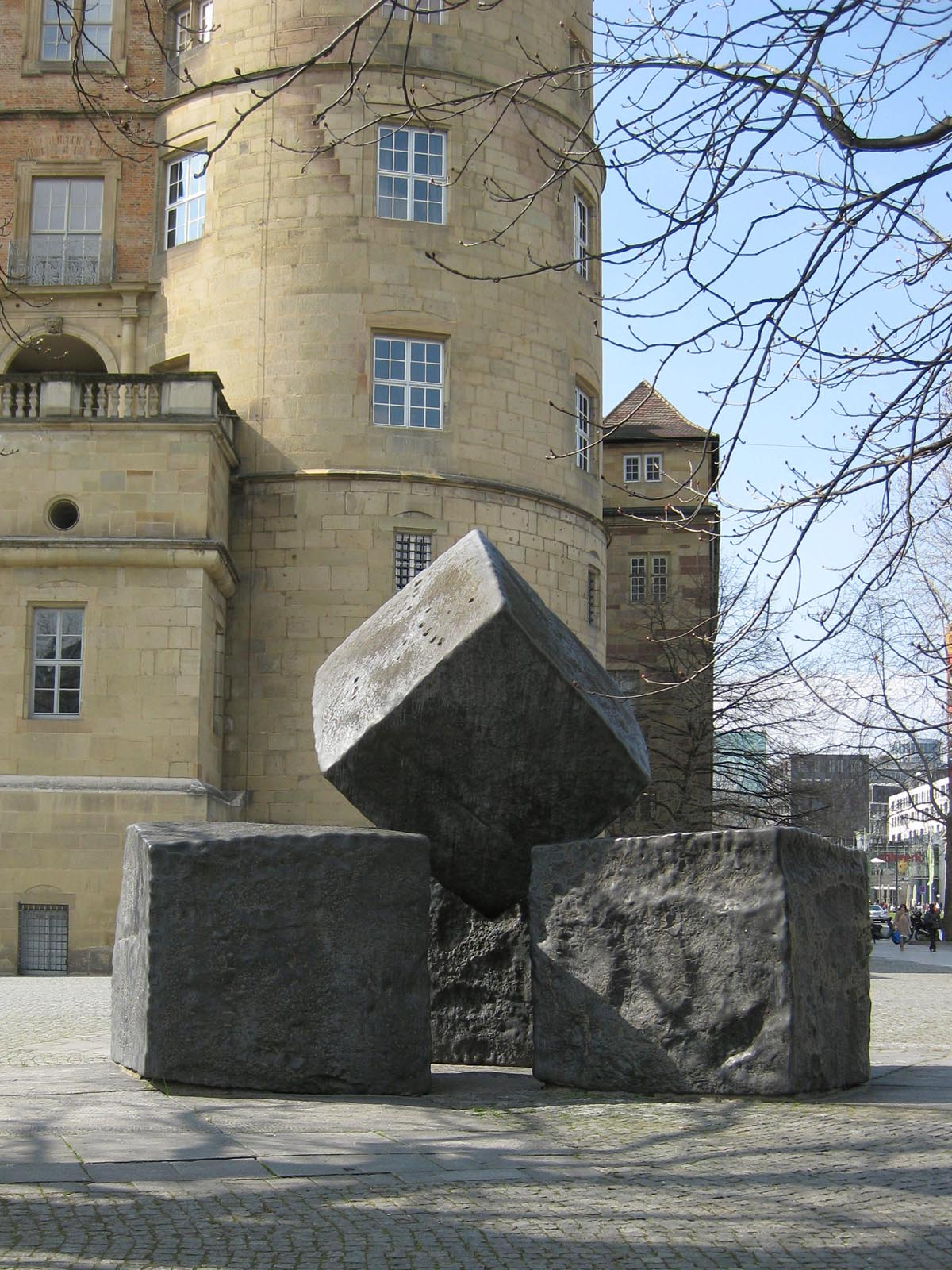
Das Mahnmal vor dem Alten Schloss

Das Mahnmal für die Opfer des Nationalsozialismus ist ein Denkmal auf dem Stuttgarter Stauffenbergplatz vor dem Alten Schloss. Der Bildhauer war Elmar Daucher.

## Komposition
Das Denkmal setzt sich zusammen aus vier schwarzen Steinquadern mit jeweils zwei Metern Kantenlänge. Sie stammen aus dem brasilianischen Nationalpark Tijuca bei Rio de Janeiro in Brasilien. Drei der Quader stehen versetzt auf dem Boden, während der vierte schräg zwischen ihnen hängt.
Auf einer schwarzen Granitplatte in der Mitte des Denkmals ist ein Text von Ernst Bloch zu lesen:
1933-1945
Verfemt Verstossen Gemartert
Erschlagen Erhängt Vergast
Millionen Opfer
Der Nationalsozialistischen Gewaltherrschaft
Beschwören Dich:
Niemals wieder!
Neben dem Denkmal sind drei Skulpturen des Bildhauers Alfred Hrdlicka in Bezug auf den dortigen Stauffenberg-Platz zu sehen.

## Geschichte
Stadtrat Eugen Eberle regte 1963 einen Wettbewerb für die Gestaltung des Mahnmals an, nachdem Oberbürgermeister Arnulf Klett bereits 1963 eine Zusage zur Errichtung eines solchen erteilt hatte. Der Wettbewerb begann 1967, die Bildhauer sollten es auf Basis des Textes von Ernst Bloch entwerfen. Über diesen Text war kontrovers diskutiert worden. Neun Künstler bewarben sich um den Auftrag.
Mehrere Standorte standen zur Debatte, welche teilweise heftig geführt wurde. Darunter waren der Brunnenplatz des Hoppenlaufriedhofs und der Birkenkopf. 1967 entschied sich der Gemeinderat für den heutigen Ort. Dabei spielte auch die Nähe zur ehemaligen Gestapozentrale im Hotel Silber eine Rolle.
Im Februar 1969 sprach sich ein Gutachterausschuss einstimmig für den Vorschlag Dauchers. Daraufhin wurde Daucher im November vom Gemeinderat mit der Erstellung des Mahnmals beauftragt. Der Bau begann im September 1970, am 8. November 1970 wurde das Denkmal in einer Gedenkstunde eingeweiht.